# モンモランシー郡 (ミシガン州)
モンモランシー郡（英: Montmorency County）は、アメリカ合衆国ミシガン州ロウアー半島の北部に位置する郡である。2010年国勢調査での人口は9,765人であり、2000年の10,315人から5.3%減少した。郡庁所在地は国勢調査指定地域のアトランタ（人口827人）であり、同郡で人口最大の町は同じく国勢調査指定地域のルイストン（人口1,392人）である。
1840年に郡名を「チェノケット」とされた。これは「大きな雲」を意味するチッペワ族（オジブワ族とも）の酋長の名前だった。チェノケットは1807年、1815年、1825年、1837年の条約調印に参加した。1843年、「カウント・モレンシ」（Count Morenci）と改名された。モレンシ伯爵はイギリスとの戦争で植民地を助けた。モンモランシー郡は1881年に組織化された。郡名の綴りが変わっていることについては議論が続けられている。モンモランシーという名前はムーア山を意味している可能性がある。モンモランシーは沼地の土地あるいは荒地であり、広い山あるいは高原の上にある。1881年に組織化された時、シボイガン郡とアルピーナ郡から幾らかの領域が編入された。3つの郡区に分割された。すなわちブライリー、モンモランシー、ラストの各郡区である。1901年までにアルバート、ヒルマン、ビエナの郡区が追加された。ブラッシュクリーク、現在のヒルマンが最初の郡庁所在地だった。1891年、郡庁所在地は現在のアトランタに移された。
モンモランシー郡にはハンガーフォードのクローリング・ウォーター・ビートルというミシガン州では絶滅が危惧され、世界でも絶滅危惧種となっている水生甲虫が生息している。世界でも5か所のみに生息し、そのうち2か所がモンモランシー郡のマキノー州立林にある。そのうちの1つはブラック川の東支流に沿った場所であり、1989年の調査で2匹、1996年の調査でも2匹の成虫が見つかった。1999年7月、バンハッテン・クリークで6匹の成虫が確認された。この甲虫は1994年3月7日にアメリカ合衆国の「絶滅の危機に瀕する種の保存に関する法律
」で絶滅危惧種に指定されたときに居た場所ではなく、新しい場所で見つかったので重要である。バンハッテン・クリークで見つかったことは、郡内の他の場所でもこの希少種が見つかる可能性を与えている。

## 地理
アメリカ合衆国国勢調査局に拠れば、郡域全面積は562.44平方マイル (1,456.7 km2)であり、このうち陸地547.63平方マイル (1,418.4 km2)、水域は14.81平方マイル (38.4 km2)で水域率は2.63%である。
郡域の大半は州立林で覆われている。現在も多くの湖がある。氷河が地域の地形を造っており、特徴有る生態系になっている。地域の大部分はいわゆるグレイリング外縁堆積原であり、氷河が崩壊させた砂質の尾根など広い堆積原、バンクスマツの生える荒地、シロマツとアカマツの森、北部の硬木の森よりなっている。氷河作用で大きな湖が形成された。

### 主要高規格道路
- ミシガン州道32号線
- ミシガン州道33号線
- ミシガン州道32号線産業道路、ヒルマン村に入る短く接続の無い道路
- モンモランシー郡道1号線/林道1号線
- モンモランシー郡道21号線/林道21号線

### 隣接する郡
- プレスクアイル郡 - 北東
- アルピーナ郡 - 東
- アルコナ郡 - 南東
- オスコダ郡 - 南
- クロウフォード郡 - 南西
- オトセゴ郡 - 西
- シボイガン郡 - 北西

## 経済
郡の農業では酪農製品と乾燥豆類が重要な産品である。観光に関わるサービス産業と小売業がこの田園地域で経済基盤の大半を作り上げている。ボート乗り、釣りなどアウトドア活動が盛んである。

## 人口動態
以下は2000年国勢調査による人口統計データである。
| 基礎データ - 人口: 10,315人 - 世帯数: 4,455 世帯 - 家族数: 3,047 家族 - 人口密度: 7人/km2（19人/mi2） - 住居数: 9,238軒 - 住居密度: 7軒/km2（17軒/mi2） 人種別人口構成 - 白人: 98.36% - アフリカン・アメリカン: 0.24% - ネイティブ・アメリカン: 0.36% - アジア人: 0.10% - その他の人種: 0.10% - 混血: 0.84% - ヒスパニック・ラテン系: 0.65% 先祖による構成 - ドイツ系：28.3% - イギリス系：12.7% - アメリカ人：9.5% - アイルランド系：8.8% - ポーランド系：7.6% - フランス系：7.4% 言語による構成 - 英語：98.1% | 年齢別人口構成 - 18歳未満: 20.3% - 18-24歳: 5.9% - 25-44歳: 20.9% - 45-64歳: 29.1% - 65歳以上: 23.9% - 年齢の中央値: 47歳 - 性比（女性100人あたり男性の人口） - 総人口: 96.6 - 18歳以上: 94.9 世帯と家族（対世帯数） - 18歳未満の子供がいる: 22.5% - 結婚・同居している夫婦: 58.1% - 未婚・離婚・死別女性が世帯主: 7.1% - 非家族世帯: 31.6% - 単身世帯: 27.5% - 65歳以上の老人1人暮らし: 15.4% - 平均構成人数 - 世帯: 2.29人 - 家族: 2.77人 収入と家計 - 収入の中央値 - 世帯: 30,005米ドル - 家族: 34,784米ドル - 性別 - 男性: 30,910米ドル - 女性: 19,299米ドル - 人口1人あたり収入: 16,493米ドル - 貧困線以下 - 対人口: 12.8% - 対家族数: 9.8% - 18歳未満: 20.0% - 65歳以上: 8.7% |

## 郡政府
郡政府は郡監獄の運営、地方道の維持、地方裁判所の運営、権利譲渡と抵当権設定記録など重要記録の維持、公衆衛生規制の管理、福祉など社会サービスの項目で州の施策への参加を行う。郡政委員会は予算を管理するが、法や条例を作るのは限定付き権限である。ミシガン州では、警察と消防、建設と区画割、税評価、街路維持など地方政府の大半機能は個々の都市と郡区の責任である。

## 郡区
モンモランシー郡は下記8つの郡区に分割されている。

| - アルバート - アベリー | - ブライリー - ヒルマン | - ラウド - モンモランシー | - ラスト - ビエナ |

ウィートフィールド郡区がビエナ郡区に変更された。アベリーとラウド郡区が追加された.。

## 都市と町
- アトランタ、国勢調査指定地域 - 郡庁所在地
- ルイストン、国勢調査指定地域
- カナダクリークランチ、国勢調査指定地域
- ヒルマン、村

## レクリエーション
- モンモランシー郡は「ミシガン州のエルクの首都」と呼ばれている
- ニジマス、カワマス、スチールヘッド、ペルカ属、バスなどの魚が豊富に生息している。世界クラスの水流や川でのフライ・フィッシングなどが盛んに行われている。
- ミシガン州の他の田園部と同様に、オジロジカの狩猟も人気があり、11月15日の狩猟解禁日は地元では休日になる。郡内の土地の大半は州と連邦政府が所有しており、人気のある狩猟地域になっている[11]。
- スノーシュー、クロスカントリースキー、スノーモービルが冬の気候と地形に適している。"Sno*Drift"の自動車ラリーも1月の積雪時に開催されている。
- アミガサタケ属のきのこ狩りも盛んである。

## 新聞
- 郡公式の新聞は「モンモランシー・カウンティ・トリビューン」である[12]。